# M. Bison
M. Bison (in Japan bekend als Vega) is de dictator en primaire eindbaas uit de reeks gevechtsspellen van Street Fighter. Het personage werd begin jaren 90 bedacht door computerspellenfabrikant Capcom. Hij was voor het eerst te zien in Street Fighter II: The World Warrior.

## Achtergrond
Bison verschijnt voor het eerst in de originele Street Fighter II als de laatste computer-gestuurde tegenstander in de single-player mode, na de nederlaag door de speler van de andere drie Grand Masters, Balrog, Vega en Sagat. De strijd vindt plaats in de straten van Bangkok, Thailand voor een menigte, waar hij poseert met zijn cape, die hij af gooit voorafgaand de strijd. Hij was oorspronkelijk een niet-speelbaar personage in de eerste editie van Street Fighter II, maar werd selecteerbaar vanaf Champion Edition en verder, met behoud van zijn positie als de eindbaas tot Super Street Fighter II Turbo, waarin een verborgen personage genaamd Akuma Bison verslaat en de speler uitdaagt als een alternatieve eindbaas. 
De verhaallijn door de vele versies van Street Fighter II kenmerkt Bison als de leider van een criminele organisatie genaamd "Shadaloo" die de sponsor is van de World Warrior tournament. Een paar personages die deelnemen aan het toernooi hebben een persoonlijke vendetta tegen Bison. Chun-Li en Guile zijn op zoek naar de moordenaar van hun dierbaren (Chun-Li's vader en zijn Guile's beste vriend) en willen wraak nemen, terwijl T. Hawk zowel zijn vaderland als zijn vader wil wreken, die werden vernietigd en verwoest door de schurk; het geheugenverlies van Cammy, aan de andere kant, is van mening dat Bison is verbonden met haar verleden en leert dat ze ooit een van zijn agenten was.
Capcom brengt later Street Fighter Alpha: Warriors' Dreams uit, een prequel op de Street Fighter II games geïnspireerd door de geanimeerde film die verder uitgewerkt en ontwikkelde het fictieve universum van de serie. Bison verschijnt in de eerste Alpha als de eindbaas voor bepaalde personages en een verborgen speelbaar personage beschikbaar via een code. Twee aan Bison gerelateerde personages werden geïntroduceerd: Rose, een waarzegster, die een geestelijke band met Bison heeft. Haar Soul Power is het tegenovergestelde van Bison's Psycho Power. De andere is Charlie, Guile's dode oorlogsvriend van Street Fighter II, die Bison wil opsporen.
In Street Fighter Alpha 3, uitgebracht in 1998, fungeert een niet-speelbare versie van Bison genaamd Final Bison als de eindbaas van alle personages (met uitzondering van Bison zelf, die tegen Ryu vecht). Verschillende onthullingen worden gedaan in dit spel, met inbegrip van het feit dat Rose de goede helft van Bison's ziel en Cammy een vrouwelijke kloon van Bison is. Aan het einde van het spel (ongeacht met wie de speler eindigt), is Bison's lichaam vernietigd en een nieuwe is gebouwd voor hem door zijn wetenschappers na de wedstrijd.
Aan het einde van Street Fighter II wordt Bison verslagen door Guile, maar hij spaart zijn leven. Kort daarna wordt Bison vernietigd door Akuma en bewoont nu een nieuw lichaam, dat voor hem is gecreëerd door zijn wetenschappers. Hij keert terug in Street Fighter IV. In tegenstelling tot zijn eerdere lichamen, is deze bestand tegen de volle kracht van zijn Psycho Power. Zijn eindanimatie in Super Street Fighter IV is voorzien van het nieuwe personage Juri.

## Voorkomen
M. Bison draagt een rood legeruniform met een zwarte cape en een rode pet, waarop het logo van Shadaloo prijkt (een gevleugelde schedel met een bliksemschicht op zijn voorhoofd). Hij draagt ijzeren schouderbladen en scheenbeschermers. Hij heeft zwart haar en witte pupilloze ogen. Wanneer een gevecht begint gooit hij vaak zijn cape af.

## Naamsverandering
Toen Street Fighter II werd uitgebracht in de V.S. wilden de mensen van Capcom voorkomen dat ze door de bokser Mike Tyson voor de rechter gesleept zouden worden vanwege een personage dat exact op hem leek en vrijwel dezelfde naam had, namelijk Mike Bison. Daarom verwisselden ze de namen van drie van de vier eindbazen:
- de Amerikaanse bokser heet M. Bison in Japan en elders Balrog;
- de Spaanse stierenvechter heet Balrog in Japan en elders Vega;
- de dictator en eerste man van Shadaloo waar dit artikel over gaat heet Vega in Japan en elders M. Bison.

## Citaten
- "Get lost! You can't compare with my powers!"
- "Anyone who opposes me will be destroyed."
- "For me, it was a Tuesday."
- "Yes! This is delicious!"
- "I killed my father too, and you don't see me crying about it!"

## Trivia
- In de speelfilm Street Fighter is Bison net als in het spel een dictator die de wereld wil overnemen. Hij werd gespeeld door Raúl Juliá.
- In Street Fighter: The Legend of Chun-Li is Bison neergezet als een Ierse crimineel. Hij werd gespeeld door Neal McDonough.

Abel · 
Adon · 
Akuma · 
Alex · 
Balrog · 
Birdie · 
Blanka · 
Cammy · 
Charlie · 
Chun-Li · 
Cody · 
Crimson Viper · 
Dan · 
Dee Jay · 
Dhalsim · 
De Dolls · 
Dudley · 
Eagle · 
E. Honda · 
Elena · 
El Fuerte · 
Fei Long · 
Gen · 
Gill · 
Gouken · 
Guile · 
Guy · 
Hakan · 
Hugo · 
Ibuki · 
Ingrid · 
Juri · 
Karin · 
Ken · 
M. Bison · 
Makoto · 
Necro · 
Oni · 
Oro · 
Poison · 
R. Mika · 
Remy · 
Rolento · 
Rose · 
Rufus · 
Ryu · 
Sagat · 
Sakura · 
Sean · 
Seth · 
T. Hawk · 
Twelve · 
Urien · 
Vega · 
Yang · 
Yun · 
Zangief